# Franse Senaatsverkiezingen 1989
De Franse Senaatsverkiezingen van 1989 vonden op 24 september 1986 plaats. Het was de tiende keer dat een derde van de Senaat werd gekozen tijdens de Vijfde Franse Republiek.

## Verkiezingsprocedure
De Franse Senaat wordt indirect gekozen door middel van kiesmannen (grands électeurs), lokale volksvertegenwoordigers, zoals regionale-, departements-, en (soms) stadsbestuurders (w.o. burgemeesters en wethouders).

## Uitslag
| Groepering                             | Afkorting | Zetels | Verschil | Percentage |
| -------------------------------------- | --------- | ------ | -------- | ---------- |
| Union républicains et des indépendants | URI       | 52     |          |            |
| Socialiste                             | SOC       | 66     |          |            |
| Union centriste                        | UC        | 68     |          |            |
| Rassemblement pour la République       | RPR       | 91     |          |            |
| Rassemblement démocratique et européen | RDE       | 23     |          |            |
| Niet-ingeschrevenen                    | NI        | 5      |          |            |
| Communiste                             | COM       | 16     |          |            |
| Totaal:                                |           | 321    |          | 100,0 %    |

## Voorzitter
| Afbeelding | Persoon     | Datum van verkiezingen | Opmerking |
| ---------- | ----------- | ---------------------- | --------- |
|            | Alain Poher | 2 oktober 1989         | herkozen  |